# نشانه‌گذاری (زبان‌شناسی)

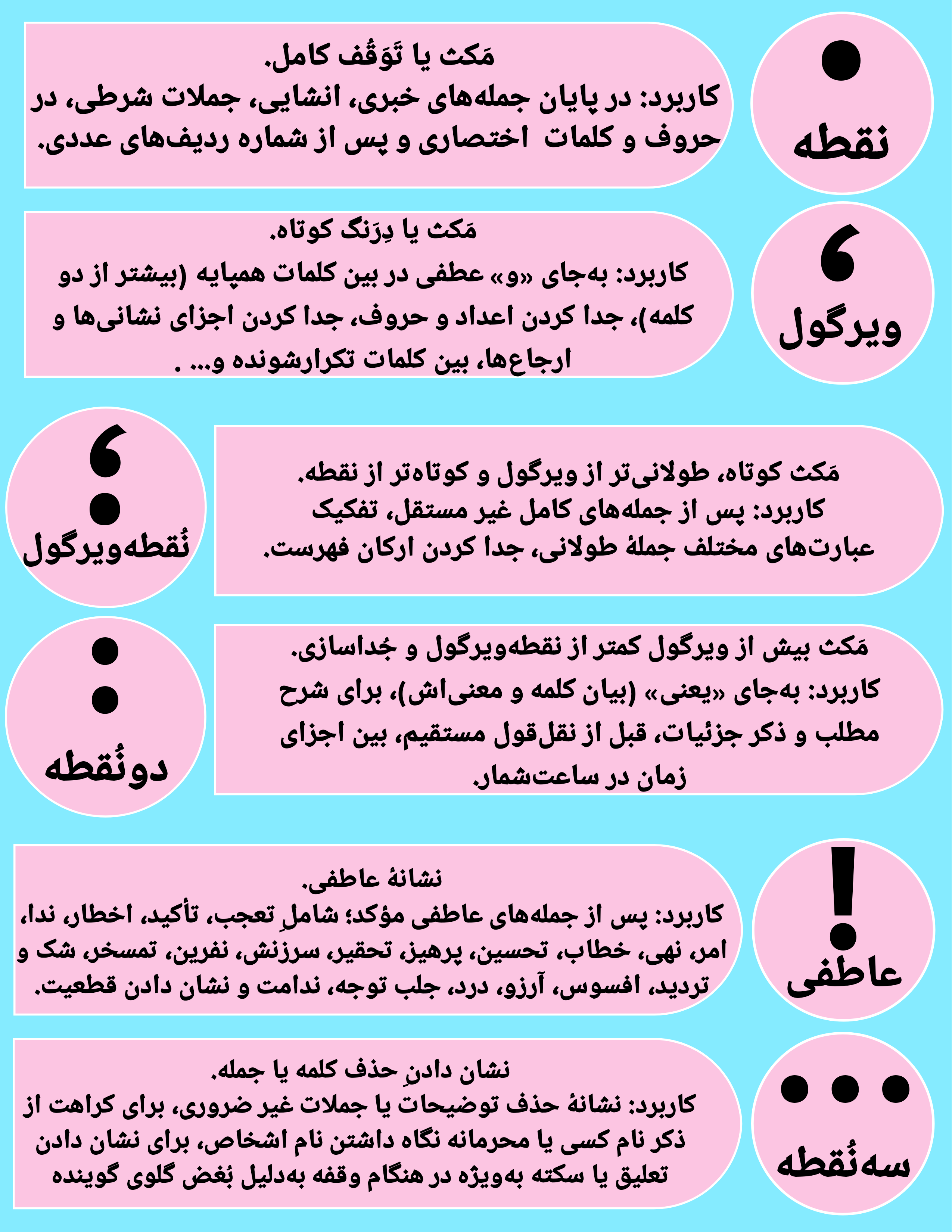
چند نشانه از نشانه‌های سجاوندی به‌همراه توضیح و کاربرد آن‌ها

نشانه‌گذاری به معنای استفاده از نشانه‌ها یا علامت‌هایی است که برای روشن کردن معنی و مشخص کردن آغاز و پایان عبارت‌ها، جمله‌ها و بندها در نگارش به‌کار می‌روند.
این نشانه‌ها، که نشانه‌های نوشتاری یا نشانه‌های نگارشی هم نامیده می‌شوند، برای آسان‌تر و دقیق‌تر خواندن یک نوشته، بیان یک احساس، فرمول‌نویسی در ریاضیات و غیره یا ایجاد دگرگونی در تلفظ واژه‌ها به‌کار می‌روند.

## تاریخچه
در قدیمی‌ترین متن‌هایی که در دست است، اثری از نشانه‌های سَجاوندی دیده نمی‌شود. در متن‌های باستانیِ زبان یونانی و رومی، برخی نمونه‌های نشانه‌گذاری، مانند «دو نقطه روی هم»، دیده می‌شود. قرآن‌های نخستین بدون نشانهٔ سَجاوندی نوشته می‌شد.
محمدبن ابی‌یزید طیفور ملقب به شمس‌الدین و مکنی به ابوالفضل السَجاوندی القاری در قرن ششم ه‍. ق، برای راهنمایی قاریان، نخستین نشانه‌ها را در نگارش قرآن به‌کار برد. واژهٔ سجاوَندی از نام ابوالفضل سجاوندی (نخستین کسی که نشانه‌های وقف را برای راهنمایی درست خواندن قرآن به‌کار برد) گرفته شده است.
با اختراع چاپ، گرایش به استاندارد کردن نشانه‌گذاری متن‌ها بیشتر شد. آلدوس مانوتیوس و نوه‌اش نخستین کوشش‌ها را در استاندارد کردن نشانه‌گذاری متن‌ها انجام دادند.
کاربرد علامت سؤال «؟» و کاما «،» و بسیاری از علائم دیگر در رسم‌الخط فارسی و عربی و اردو امری جدید است و سابقه تاریخی زیادی ندارد.
نشانه‌گذاری به شکل امروزی آن، در زبان فارسی، سابقه چندانی ندارد و در یکی دو قرن اخیر، به پیروی از نوشته‌های غربیان در زبان فارسی نیز رایج شده است. اصول نشانه‌گذاری در زبان فارسی، برگرفته از زبان‌های اروپایی، به خصوص فرانسوی و انگلیسی است. هیچ نوع نشانه‌گذاری شاخصی در کتابت زبان فارسی تا پیش از آشنایی ایرانیان با زبان و خط ملت‌های غربی وجود نداشته است.

## فهرست نشانه‌ها
| نشان/علامت | نشان/علامت | نام                           | نام                    | نام                    | نام                      |  |
| در فارسی   | در انگلیسی | فارسی                         | فرانسوی                | انگلیسی                | عربی                     |  |
| ---------- | ---------- | ----------------------------- | ---------------------- | ---------------------- | ------------------------ |  |
| .          | .          | نقطه                          | Point                  | Full stop / Period     | النقطة / نقطة نهایة      |  |
| ،          | ,          | ویرگول یا درنگ‌نما             | Virgule                | Comma                  | الفاصلة / الشَّوْلَة         |  |
| ؛          | ;          | نقطه‌ویرگول                    | Point-virgule          | Semi-colon / Semicolon | الفاصلة المنقوطة         |  |
| :          | :          | دونقطه                        | Deux-Points            | Colon                  | النقطتان الرأسیتان       |  |
| …          | …          | سه‌نقطه یا تعلیق               | Points de Suspension   | Suspension points      | ثلاث نقطه                |  |
| –          | –          | خط فاصله یا پیوند             | Le Tiret               | Dash                   | الشطة                    |  |
| ؟          | ?          | علامت سؤال                    | Point Interrogant      | Question mark          | علامة الإستفهام          |  |
| !          | !          | علامت تعجب                    | Point d'exclamation    | Exclamation mark       | علامة التعجب             |  |
| «»         | " "        | گیومه یا علامت گفتاورد/نقل‌قول | Les Guillemet          | Guillemet              | علامة التنصیص            |  |
| ()         | ()         | پرانتز یا کمانَک               | Parenthèse             | Parentheses            | القوسان                  |  |
| [ ]        | [ ]        | قلاب یا کروشه                 | Crochet                | Square brackets        | المعقوفتان               |  |
| { }        | { }        | آکولاد (آکُلاد)                | Les accolades          | Curly brackets         |                          |  |
| /          | /          | خط مورب یا اِسلش               | Barre oblique          | Slash                  | الخط المائل              |  |
| "          | "          | ایضاً یا تکرار                 | Dito                   | Ditto mark             | علامة التکرار            |  |
| *          | *          | ستاره                         | Astérisque             | Asterisk               | المُنجَّمة/النُّجیمة          |  |
| _          | _          | زیرخط                         | Tiret bas              | Underscore / Underline | شرطة سفلیة               |  |
| ’ یا '     | ’ یا '     | آپاستروف                      | Apostrophe             | Apostrophe             | الفاصلة العلیا/ الحذاف   |  |
| °          | °          | درجه                          |                        | Degree                 | الدرجة                   |  |
| \          | \          | بَک‌اِسلَش یا خط اُریب وارو        | Barre oblique inversée | Backslash              | المائلة المعاکسة         |  |
| \|         | \|         | خط عمودی                      | Barre verticale/Tube   | Pipe/Vertical bar      | الشریط العمودی/ القناة   |  |
| ~          | ~          | مَدَک                           | Tilde                  | Tilde                  | المدة / التلدة           |  |
| '          | '          | پریم                          | Prime                  | Prime                  |                          |  |
| @          | @          | اَت ساین                       | Arobase                | At sign                | آت                       |  |
| \|\|       | \|\|       | دو خط عمودی                   | Double barre verticale | Double vertical line   |                          |  |
| ٬          | ,          | جداکننده هزارگان              | Séparateur de milliers | Thousands separator    | تجميع الآلاف / فاصل آلاف |  |
| ٫          | .          | جداکننده اعشار                | Séparateur décimal     | Decimal separator      | الفاصل العَشَريّ            |  |